# Cruising with Ruben & the Jets
Cruising with Ruben & the Jets ist ein Musikalbum von Frank Zappa und den Mothers of Invention. Es erschien 1968 auf dem Verve-Label und wird dem Doo Wop zugerechnet, einem Musikstil, der in den 1950er Jahren in Amerika populär war und den Zappa sehr schätzte.

## Bedeutung
Cruising with Ruben & the Jets ist das vierte Album der Mothers of Invention. Frank Zappa – geboren 1940 und mit der Doo-Wop-Musik der 1950er Jahre aufgewachsen – liebte und sammelte Schallplatten dieses Genres. Einige seiner ersten Kompositionen wie zum Beispiel Memories of El Monte waren Doo-Wop-Songs. Cruising with Ruben & the Jets ist eine Sammlung dieser Musik, wobei Zappa fast alle Stücke komponierte. Für unerfahrene Hörer klingen Lieder wie Cheap Thrills, Deseri und Jelly Roll Gum Drop wie durchschnittliche Doo-Wop-Songs. Genaueres Hinhören deckt dagegen ungewöhnliche Akkordfortschreitungen, Stravinsky-Zitate und die banal-komischen Texte auf – all das verpackt in vierstimmigen Gesang und lineare Dreierakkorde auf dem Klavier. Einige Stücke vom Debüt-Album Freak Out! wurden neu arrangiert, aber auch altes Material aus der Zeit vor den Mothers wurde für das Album aufbereitet. Stücke wie Love of My Life und You Didn’t Try to Call Me wurden von Zappa auch später noch häufig live gespielt.

## Rezeption
Cruising with Ruben & the Jets sei eine „in jeder Hinsicht einzigartige Aufnahme“, die allerdings nichts für uneingeweihte Hörer sei, befand der US-amerikanische Kritiker John Alroy. Der deutsche Rockjournalist Volker Rebell dagegen sah darin „ein Plattenprojekt, mit dem er [Zappa, Anm.] massivst nach Hitparadennotierung schielte“. Rezensent François Couture warnte Einsteiger ins Zappa-Œuvre, dieses Album sei dafür „definitiv nicht der beste Platz“. Barry Miles wies darauf hin, das „sehr authentisch“ klingende Album habe viele Zappafans irritiert, die geglaubt hätten, Zappa wolle die Doo-Wop-Musik verulken. Miles: „Aber eigentlich war Cruising with Ruben & the Jets … ein Liebesdienst.“

## Veröffentlichungen
Das Album Cruising with Ruben & the Jets ist in mehreren sich unterscheidenden Varianten veröffentlicht worden. Der folgende Überblick verdeutlicht wesentliche Unterscheidungsmerkmale.
- Die Stereo-Original-LP erschien Anfang Dezember 1968 mit Gatefold-Cover und blauem Verve-Label auf dem US-Markt.
- Eine Single-Auskoppelung mit den Stücken Deseri und Jelly Roll Gum Drop erschien Ende Dezember 1968 bei Verve.[6]
- Im Februar 1969 erschien das Album mal mit blauem, mal mit weißem Label in Großbritannien. Ihm fehlte das Gatefold-Cover ebenso wie den gleichzeitig in den USA und Großbritannien erschienenen Monoversionen und den australischen und brasilianischen Stereoversionen. Auf den deutschen und französischen Ausgaben fehlte – obwohl auf dem Cover genannt – das Stück Deseri.
- In Großbritannien wurde – dieses Mal mit Gatefold-Cover – im Juni 1973 die erste Wiederveröffentlichung herausgebracht.
- Die Nachfrage nach dem Mitte der 1970er Jahre auf dem Markt kaum noch verfügbaren Album veranlasste Schwarzkopierer, ein „Faksimile Bootleg“ des Albums zu veröffentlichen. Diese Bootlegs unterscheiden sich durch die etwas schlechtere Tonqualität und den etwas unschärferen Druck des Covers von der Original-LP.
- Eine weitere LP-Wiederveröffentlichung fand sich in der 1985 von Barking Pumpkin Records herausgebrachten Kompilation The Old Masters Box One. Die Bass- und Schlagzeugspuren hatte Zappa für diese Remix-Ausgabe von Arthur Barrow (E-Bass), Jay Anderson (Kontrabass) und Chad Wackerman neu einspielen lassen.
- Erstmals auf CD erschien die Remix-Version des Albums Ende 1987 bei Rykodisc (USA und Australien), Zappa Records (Europa) und VACK (Japan). Weitere CD-Wiederveröffentlichungen wurden 1995 auf Rykodisc und VACK herausgebracht.
- Im Jahr 2001 erschien bei VACK in Japan in geringer Auflage eine CD-Version in Papphülle, der ein Aufkleber und Miniaturreproduktionen des Originalcovers beigelegt waren.[7]
- 2010 veröffentlichte Zappa Records eine CD mit dem „Original 1968 Vinyl Stereo Mix“ und 8 Bonus-Tracks unter dem Titel Greasy Love Songs.[8]

## Chartplatzierungen
Anders als bei den vorher erschienenen Alben von Frank Zappa und den Mothers of Invention wurden Stücke von Cruising with Ruben & the Jets des Öfteren von US-amerikanischen Radiosendern gespielt. Möglicherweise hatten die Diskjockeys gedacht, es handele sich um eine Schallplatte der Gruppe „Ruben and the Jets“; möglicherweise hatten sie auf dem Albumcover den lediglich in einer Sprechblase vorhandenen Hinweis auf die tatsächlichen Interpreten übersehen. Dort wird die Frage gestellt: „Is this the Mothers of Invention recording under a different name in a last ditch attempt to get their cruddy music on the radio?“ („Ist dies ein letzter verzweifelter Versuch der Mothers of Invention, durch eine Platte unter anderem Namen ihre ungehobelte Musik im Radio gespielt zu bekommen?“) Das Album verpasste die Top 100 der US-Charts nur knapp.

## Personal

### The Mothers of Invention
- Frank Zappa – E-Gitarre, Klavier, E-Bass, Schlagzeug
- Ray Collins – Gesang
- Roy Estrada – E-Bass
- Jimmy Carl Black – Schlagzeug
- Arthur Dyer Tripp III – Schlagzeug
- Don Preston – Klavier
- Ian Underwood – Klavier, Tenorsaxophon, Altsaxophon
- Jim „Motorhead“ Sherwood – Baritonsaxophon, Tamburin
- Bunk Gardner – Tenorsaxophon, Altsaxophon

sowie zusätzlich, auf Zappas Remix des Albums von 1984
- Jay Anderson – Kontrabass
- Arthur Barrow – E-Bass
- Chad Wackerman – Schlagzeug

### Produktion
- Produzent: Frank Zappa
- Toningenieur: Dick Kunc
- Cover-Design: Cal Schenkel

## Inhalt

### Titelliste
Die Kompositionen stammen größtenteils von Frank Zappa. Ausnahmen werden mit (*) in der Titelbeschreibung erwähnt.
1. Cheap Thrills (2:20) bietet billiges Spektakel in flottem Shuffle-Rhythmus mit Doo-Wop-Vokalharmonien und „einen der schlechtesten in Zappa-Songs zu findenden Texte“.[10]
2. Love of My Life (3:17) ist ein mit Klavierdreiklängen und Vokalharmonien vollgestopftes Lied über die eine große Liebe im Leben.[11]
3. How Could I Be Such a Fool (3:33) beschäftigt sich mit einem Mann, der ein schmerzliches Verhältnis hinter sich hat.[12]
4. Deseri (2:04, *Ray Collins/Paul Buff) ist „saubere 1960er-Jahre-Teenager-Unterhaltung“.[13]
5. I’m Not Satisfied (3:59) mutiert vom treibenden Rocksong, welches das Stück auf dem Album Freak Out! war, auf diesem Album zu einer sentimentalen Doo-Wop-Ballade.[14]
6. Jelly Roll Gum Drop (2:17) lässt die Frage unbeantwortet, ob über eine Mitte der 1950er Jahre populäre Haarmode (John Travolta trug die „Jelly Roll Gum Drop“-Frisur in dem Film Grease) oder über eine Person gleichen Namens gesungen wird.[15]
7. Anything (3:00, *Ray Collins) ist eine weitere typische Doo-Wop-Ballade mit einem Text, wie man ihn von Liebesliedern kennt.[16]
8. Later That Night (3:04) ist ein „Nicht“-Liebeslied. Anders als bei Go Cry on Somebody Else’s Shoulder vom Album Freak Out! ist es hier der Mann, der von seiner Frau zurückgewiesen wird.[17]
9. You Didn’t Try to Call Me (3:53) berichtet wie schon auf Freak Out! von pubertärem Selbstmitleid, dieses Mal in der Form einer Doo-Wop-Ballade.[18]
10. Fountain of Love (2:57, *Frank Zappa/Ray Collins) bietet musikalisch „das ganze Doo-Wop-Paket“ und mit dem Zitat aus Igor Stravinskys Le sacre du printemps im Fade-out ein Beispiel typischen Zappa-Humors.[19]
11. No. No. No. (2:27) ist ein weiterer Doo-Wop-Song, der seinen musikalischen Gehalt nach vier Takten preisgegeben hat.[20]
12. Anyway the Wind Blows (2:56) erzählt im Stil eines 1950er-Jahre-Liebesliedes wie schon auf dem Album Freak Out! von einem Mann, der seiner Freundin offenbart, er habe eine Bessere gefunden. Am Schluss spielt Frank Zappa – was er selten getan hat – auf einer akustischen Gitarre.[21]
13. Stuff Up the Cracks (4:29) erzählt von einer zerbrochenen Liebe und mündet in einen „urkomischen Refrain“[22] am Ende: „Stuff up the cracks, turn on the gas, I’m gonna take my life – sss … stuff it!“ („Stopf die Ritzen zu, dreh das Gas an, ich nehm’ mir jetzt das Leben – schsch … Schluss damit!“).[23]